# Vsetín
Vsetín es una localidad en la región de Zlín de la República Checa. Tiene alrededor de 26 000 habitantes y se encuentra en el río Vsetínská Bečva.
El área alrededor de Vsetín, llamada Vsetínsko, se extiende en las estribaciones de las tierras altas de Vsetín, Hostýn y Vizovice alrededor del río Bečva. Esta área presenta los restos de casas de troncos y monumentos culturales de gran importancia, principalmente en el propio Vsetín.
La cultura popular se ha mantenido viva por los grupos de canciones y danzas valacas durante muchas décadas. Originalmente un pequeño pueblo, Vsetín se ha convertido en un importante centro de la vida industrial, económica, cultural y deportiva durante el siglo pasado.

## Ciudades hermanadas
- Mödling
- Bytom
- Stará Ľubovňa
- Trenčianske Teplice
- Vrgorac